# VERA (радіоінтерферометр)
VERA (англ. VLBI Exploration of Radio Astrometry, «дослідження радіоастрометрії за допомогою РНДБ») — проєкт Національної астрономічної обсерваторії Японії з дослідження положень радіоастрономічних джерел за допомогою радіоінтерферометрії з наддовгою базою.

## Огляд
Проєкт VERA використовує метод відносної радіоінтерферометрії з наддовгою базою (РНДБ) для створення точної 3-вимірної карти Чумацького Шляху. Використовуючи чотири 20-метрові радіотелескопи, він вимірює точні положення та рухи мазерних об'єктів у Чумацькому Шляху та вивчає структуру та рух Чумацького Шляху.
Хоча загальна структура Чумацького Шляху була відома завдяки попереднім спостереженням, масштабних досліджень щодо точного розташування та руху радіоджерел не проводилося. Проєкт VERA має на меті з'ясувати структуру Чумацького Шляху та його еволюцію шляхом більш точного спостереження за положенням і рухом радіоджерел шляхом радіоінтерферометричного визначення їхнього річного паралакса, спричиненого обертанням Землі.
Радіоінтерферометр склажається з параболічних антен діаметром 20 м, встановлених на станціях Мізусава (Мізусава Хошигаокачо, Осю, префектура Івате), Ірікі (Уранона, Іракі-чо, Сацума-Сендай, префектура Кагошима), Огасавара (Тітідзіма, Огасавара, Токіо) та Ісігакі (Тонодзьо, Ісігакі, префектура Окінава). Особливістю цих чотирьох параболічних антен є те, що вони є двопроменевими радіотелескопами, які можуть спостерігати за двома небесними тілами одночасно. Завдяки одночасному спостереженню поля зору одного приймача в напрямку спостережуваного небесного об'єкта та поля зору іншого приймача в напрямку еталонного небесного об'єкта поблизу спостережуваного небесного тіла вдається досягати високої астрометричної точності. Цей метод спостереження називається відносною РНДБ.
У липні 2007 року за допомогою VERA було визначено відстань до туманності Клеймана-Лоу в туманності Оріона, і був отриманий результат 1425±62 світлових років. Об'єкт Orion KL є важливим об'єктом для дослідження зореутворення, тому вкрай важливо точно виміряти відстань до нього. Цей результат є найточнішим з усіх попередніх спостережень відстані до об'єкта Orion KL.
Тоді ж було оголошено, що відстань до області зореутворення S269 визначена в 17 250 ± 750 світлових років. Це найвіддаленіший небесний об'єкт, відстань до якого було визначено методом річного паралакса.